# ラクイラの大きな希望
ラクイラの大きな希望（イタリア語: L'Aquila Grandi Speranze）は、Stefano Grassoによって作成され、Marco Risiによって監督されたイタリアのテレビ番組である。
シリーズはラクイラ地震によって破壊されたアブルッツォ州の復興についてのフィクションである。

## 概要
ラクイラ地震の1年半後、つまり2010年のイタリア諸都市（ラクイラ、ミラノ、ローマなど）を舞台にしている。

## 批判
この番組は特にラクイラの住民から批判を巻き起こした。
批判は主に、立入禁止区域（zona rossa）の中心部にいる若い主人公たちがどのように表現されたかに焦点を当てていた。
他の批判はラクイラの俳優の方言の違いについてである。
2009年にラクイラ州の副大統領であったStefania Pezzopane副社長は、連載は立入禁止区域を走り回っていた子供たちの表現を批判している。
シリーズは、ラクイラの人たちの本当の希望が架空のタイトルで思い出されることを求めも理解もしていなかった。
ラクイラ市議会議長のRoberto Tinariは、このフィクション番組を「ラクイラ市のイメージ損害」および「都市の非現実的で不快な表現」と呼んだ。